# ستيفن ديكستر
ستيفن ديكستر (بالإنجليزية: Steven Dexter)‏ هو مخرج جنوب أفريقي، ولد في 1962.